# Jaguar Line
「Jaguar Line」（ジャガー・ライン）は、工藤静香通算22枚目のシングル。1994年7月21日発売。発売元はポニーキャニオン。

## 解説
振付はTRFのCHIHARUが担当。「（発売が）夏だしハチャメチャやっちゃえ!」という気分だった（当時のインタビュー記事より）。「テレビで歌う際は、サウンドとビジュアルを同時に楽しんで欲しい」と、同じく当時のインタビューで語った。香港でプリシラ・チャンが「不清晰的戀愛」というタイトルで歌唱（バックトラックは工藤とほぼ同じ）。「安室奈美恵 WITH SUPER MONKEY'S 」がライブでよく唄っていた曲としてファンに知られている。

## 収録曲
全作詞：愛絵理
1. Jaguar Line （4分09秒）
  - 作曲：尾関昌也　編曲: 羽田一郎
2. naked love （4分48秒）
  - 作曲：松本俊明　編曲：澤近泰輔
3. Jaguar Line （less vocal）

## 楽曲の収録アルバム
- Jaguar Line
  - Expose （9th アルバム）
  - She Best of Best
  - ミレニアム・ベスト
  - Shizuka Kudo 20th Anniversary the Best
- naked love
  - Expose